# Aristonautas

Mapa de la antigua Acaya donde se aprecia la ubicación del puerto de Aristonautas, al este, cerca de Pelene.

Aristonautas o  Argonautas (en griego, Ἀριστοναῦται) es el nombre de un antiguo puerto griego de Acaya. 
Según la tradición, su nombre era debido a que allí habían llegado los integrantes de la expedición de los Argonautas a bordo del Argo.
Pausanias dice que era el puerto de Pelene y lo ubica a sesenta estadios de Pelene y a ciento veinte de Egira.